# Katthammarsvik
Katthammarsvik är en småort i Gotlands kommun, belägen i Östergarns socken på Östergarnslandet på Gotland.

## Historia
Katthammarsvik har gamla anor som fiskehamn, men fick sin stora betydelse som utskeppningshamn för kalk från mitten av 1600-talet. Orten är uppbyggd kring två kalkpatronsgårdar, Katthamra och Borgvik, den ena från 1600- och den andra från 1700-talet. Kalkbrytningen kulminerade vid mitten av 1800-talet, kalkstensbrytningen upphörde 1921. Utöver dessa båda gårdar lät handelsmannen Jacob Dubbe i början av 1800-talet uppföra Annas nöje som morgongåva till sin hustru Anna Torsman efter förebild av hennes barndomshem Torsmanska huset i Visby. I slutet av 1800-talet blev Katthammarsvik en eftertraktad semesterort och flera sommarvillor i schweizerstil med stora glasverandor uppfördes i orten.
Kvar i Katthammarsvik finns kalklador och kalkugnar från mitten av 1800-talet.
Öster om Katthammarsvik ligger fornborgen Grogarnsberget och naturreservatet Grogarnsberget. Söder om Katthammarsvik ligger Östergarnsberget, där man från toppen har utsikt över Katthammarsvik och den omkringliggande naturen med åkermark och skog. En klar dag kan man även se Slite.
Katthammarsvik är en sommarort med affär, fiskbutik och restaurang. I Östergarns bygdegård finns biograf och bibliotek samt Albatrossmuseet, som förevisar föremål från den tyska minkryssaren SMS Albatross, som sattes på grund vid Östergarn efter en strid med en rysk eskader 1915.

## Fotogalleri

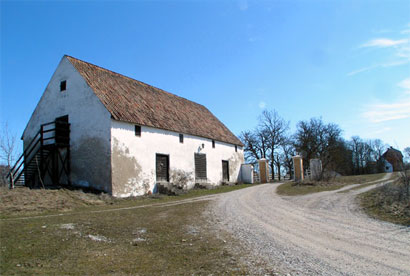
Gamla magasinet i Katthammarsvik